# Fahrradergometer

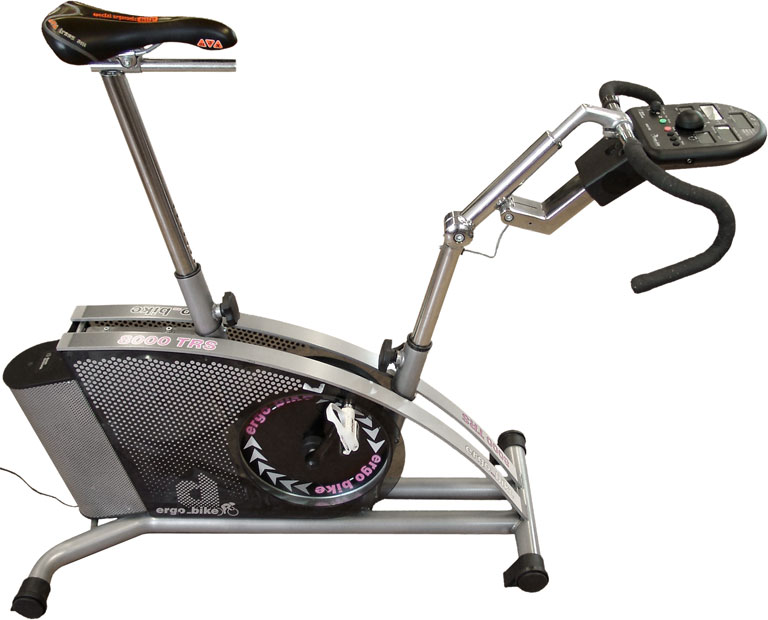
Klassisches Fahrradergometer

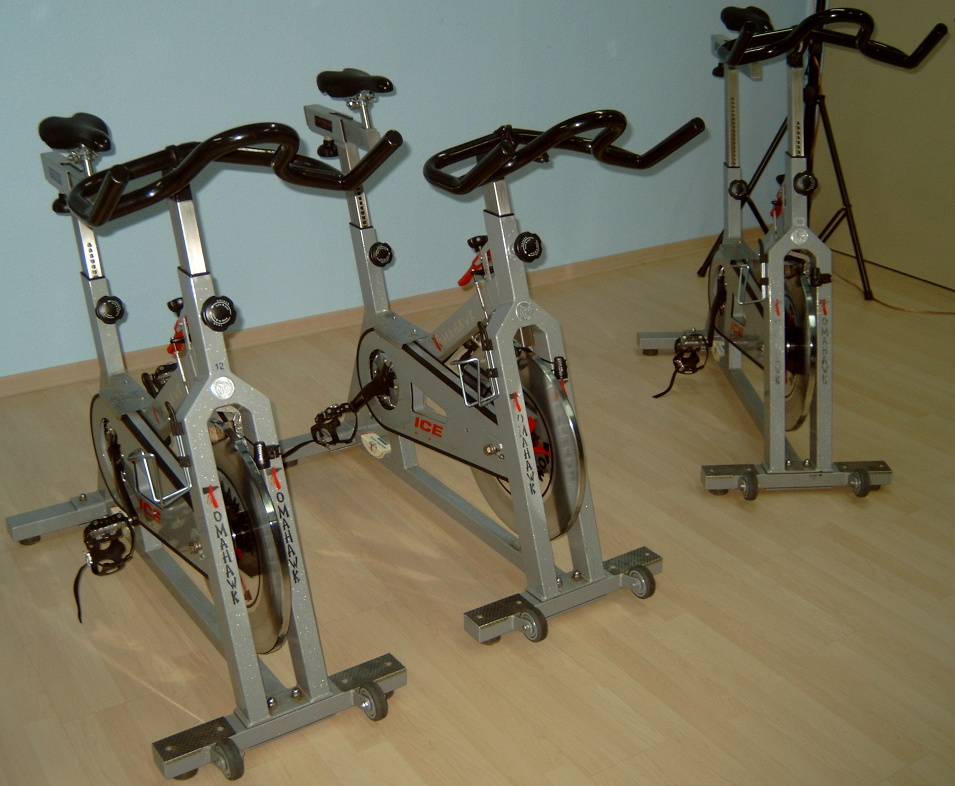
Moderne Fahrradergometer mit Spinningfunktion

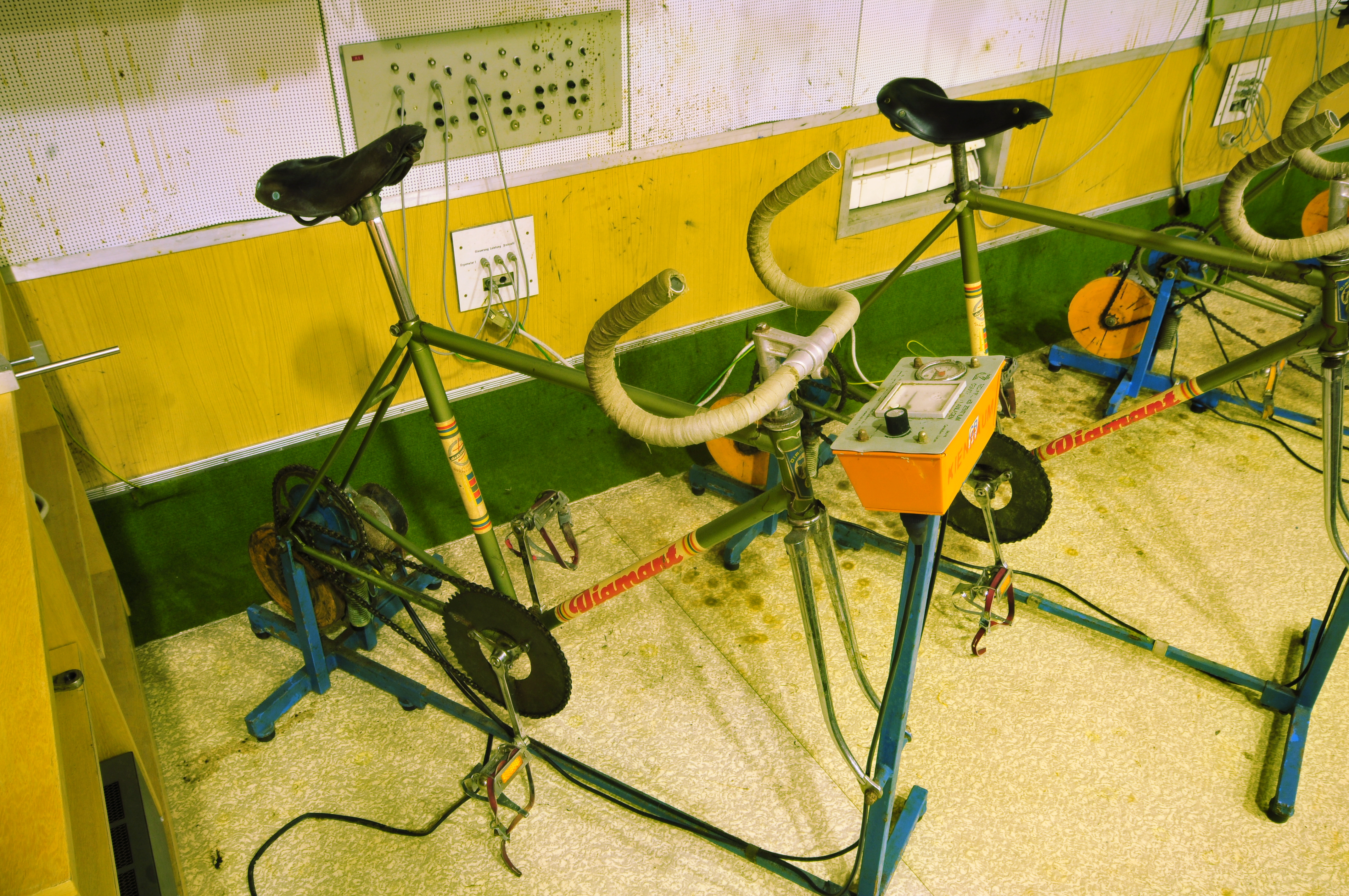
Fahrradergometer in der Unterdruckkammer im Bundesleistungszentrum Kienbaum

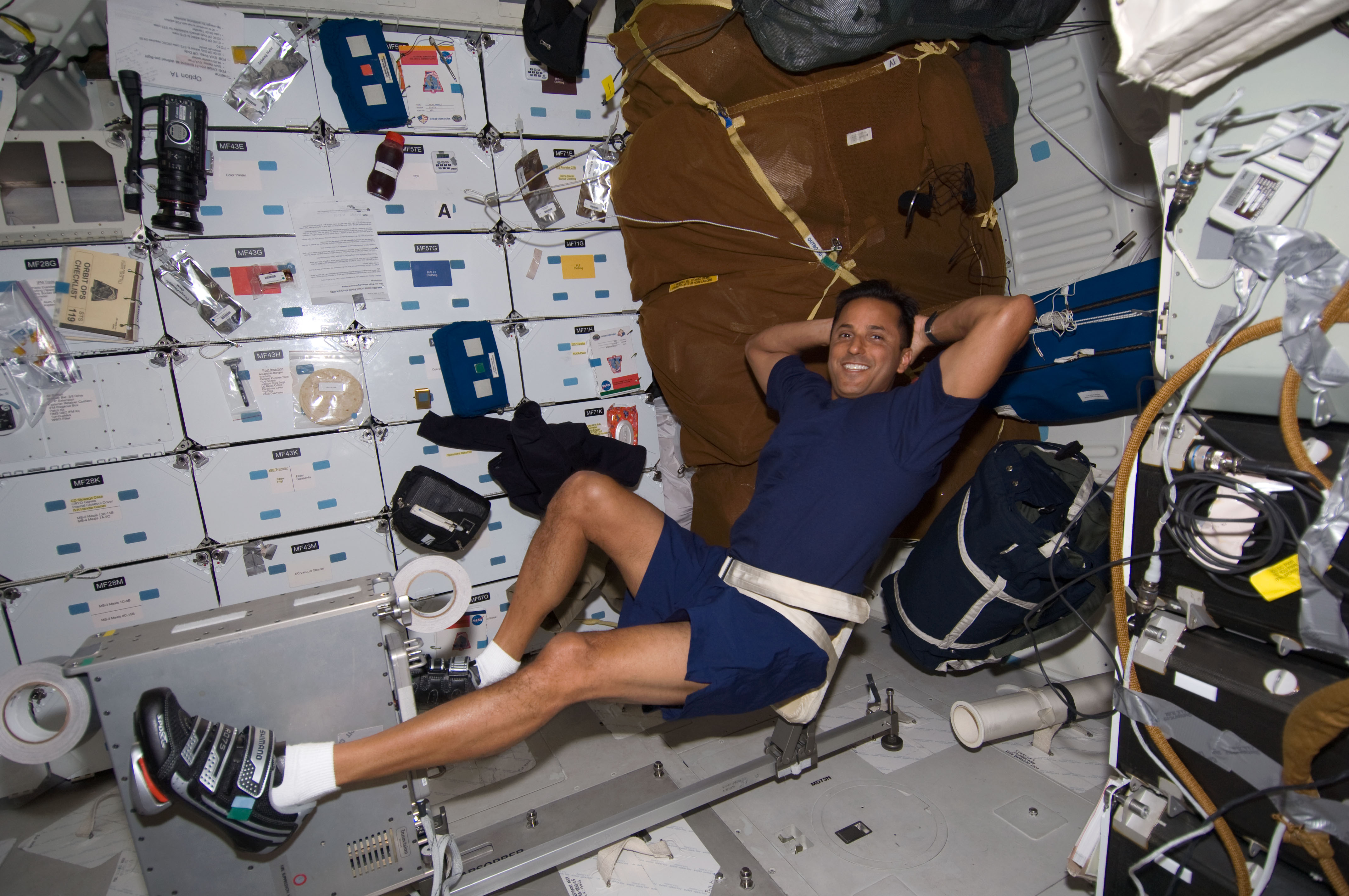
Einfaches Fahrradergometer in Liegeausführung, hier genutzt von Astronaut Joseph Acaba an Bord des Space-Shuttles Discovery

Ein Fahrradergometer ist ein Messgerät zur Ergometrie, besonders für das Belastungs-EKG. Es ist einem Fahrrad ähnlich gestaltet, hat jedoch statt der Laufräder und der Lenkung einen Ständer, statt der Kraftübertragung und mehrerer Bremsen eine präzise dosierbare Wirbelstrombremse und ein Schwungrad. Aus dem Tretwiderstand (Energieaufwand pro Umdrehung) und der Trittfrequenz folgt die momentane Tretleistung, und das Gerät kann geeicht werden. Eingesetzt wird es in Arztpraxen und Kliniken, auch für den Spitzensport. Dem Probanden zeigt es zumindest die Tretleistung in Watt und die verstrichene Zeit; der messenden Person erlaubt es zusätzlich, den Tretwiderstand programmiert oder manuell zu dosieren, und zeigt es den Puls, um zu hohe Werte zu vermeiden.
Eine stark vereinfachte Variante davon ist der Heimtrainer. Er dient als Fitnessgerät zum Aufbau von Kondition. Das Tretwiderstandsgerät ist viel einfacher gebaut. Die Tretleistung in Watt anzugeben wäre deshalb scheingenau. Der Heimtrainer zeigt dem Nutzer an, wie schnell dieser momentan mit der aktuellen Tretleistung schätzungsweise radelt. Daraus folgen aufsummierte Daten: eine virtuelle Fahrstrecke und ein Schätzwert für den verbrauchten Nährwert in Kilojoule oder Kilokalorien. Auch der Puls kann gemessen und angezeigt werden.

## Aufbau und Funktionsweise
Die einfache Ausstattung und leichte Bedienbarkeit machen das Fahrradergometer zu einem beliebten Fitnessgerät für ein leichtes Ausdauertraining zu Hause. Es bietet die Möglichkeit, sich im Alltag gesundheitlich und sportlich fit zu halten und wetterunabhängig von zu Hause aus zu trainieren. Anders als z. B. beim Crosstrainer, der den gesamten Oberkörper trainiert, beansprucht die Bewegung auf dem Fahrradergometer hauptsächlich die Beine.
Der Aufbau eines Fahrradergometers ähnelt dem Aufbau eines konventionellen Fahrrads. Es weist üblicherweise Sattel, Pedale und Handgriffe, die den Fahrradlenker ersetzen, auf. Ein Fahrradergometer verfügt allerdings anders als Fahrräder nicht über Laufräder, stattdessen wird über die Pedale eine Schwungscheibe angetrieben. Diese kann unmittelbar an der Pedalwelle befestigt sein, sodass sie sich zentral unterhalb des Geräts befindet, oder in Längsachse versetzt sein und über einen Treibriemen angetrieben werden. Die Schwungscheibe ist mit einer Bremse (oft eingesetzt werden Magnetbremsen, Wirbelstrombremsen oder Backenbremsen, bei höherklassigen Geräten auch elektromotorische Bremsen, genannt Generatorbremsen) ausgestattet, die allerdings nicht über einen Bremshebel bedient wird. Stattdessen wird vor Trainingsbeginn eine konstante Bremswirkung eingestellt, wodurch ein Trainingswiderstand erzeugt wird. Dieser lässt sich manuell oder über eine elektrische Steuerung anpassen und beeinflusst damit maßgeblich die Intensität des Trainings. In Verbindung mit einem in einer vorn am Fahrradergometer angebrachten Steuerungskonsole (Trainingscomputer) können so beispielsweise Steigungsfahrten simuliert werden.
Einige Komponenten wie Sattel und Lenker sind in der Regel verstellbar und können so an die Größe des Anwenders angepasst werden. Eine korrekte Sitzposition ist wichtig, um rückenschonend zu trainieren. Die Konsole mit dem Trainingscomputer zeigt die wichtigsten Trainingsdaten (Strecke, aktuelle Tretleistung, verbrauchte Energie, Herzfrequenz) an und bietet gegebenenfalls Einstellmöglichkeiten. Die Pulsmessung erfolgt über Handpulssensoren am Lenker; alternativ kann auch ein Brustgurt verwendet werden.
Vergleichbar zu konventionellen Fahrrädern gibt es auch für Fahrradergometer besondere Varianten. In Anlehnung an Liegefahrräder sind beispielsweise Fahrradergometer erhältlich, bei denen in Liege- anstatt Sitzposition trainiert wird, sogenannte Liegeergometer. Auch mobile oder zusammenklappbare Versionen mit geringerem Platz- oder Flächenbedarf sind erhältlich.
Eine weitere Sonderform stellt das Spinning Bike (auch Indoor Cycling Bike) dar, welches zum Indoorcycling verwendet wird. Spinning Bikes haben im Vergleich zu konventionellen Fahrradergometern eine deutlich größere Schwungscheibe mit einem Durchmesser von 65 Zentimetern und einer Masse von etwa 20 Kilogramm. Sie weist ein deutlich größeres Trägheitsmoment auf, wodurch ein realistischeres Fahrgefühl vermittelt werden soll. Außerdem ist der Kraftaufwand bei Beschleunigungen wesentlich höher, was sich auch auf den spezifischen Bewegungsablauf auswirkt und die Bewegung ökonomisiert. Als Widerstand wirkt meistens eine einfache mechanische Bremse auf das Schwungrad.
Für die Nutzung an einem Schreibtisch, z. B. im Büro parallel zur Arbeit, gibt es Fahrradergometer ohne Lenker. Diese Ergometer werden Tischfahrrad, Deskbike oder Fahrrad-Bürostuhl genannt. Es gibt Versionen mit und ohne integrierter Arbeitsplatte.
Etwa seit den 2010er Jahren gibt es immer mehr Fahrradergometer mit Generator. Sie benötigen keine Batterien oder Netzanschlusskabel mehr. Ein Teil der Muskelkraft wird von einem Generator zur Spannungsversorgung des Displays und anderer eingebauter Gadgets benutzt, z. B. Ventilator, Radio und Bluetooth-Lautsprecher. Auch gibt es sie mit USB-Ladebuchse für Tablet oder Smartphone. Häufig wird dabei der Tretwiderstand durch eine elektronische Bremse am Generator erzeugt.
Gut trainierte erzeugen 100 bis 150 Watt und kurzzeitig über 400 Watt.
Fahrradergometer mit großem Generator arbeiten darum im Kleinspannungsbereich. Sinnvoll sind sie an Orten, wo eine Energieversorgung auf anderem Wege zu teuer wäre.
Auf Do-It-Yourself bzw. experimenteller Ebene werden mehr oder weniger ausgereifte Varianten seit längerem als Notfalllösung zum Laden von Akkumulatoren bei energieautarker Versorgung mit regenerativen Energien genutzt.
In einer Fernsehproduktion dokumentierten die Macher den Versuch den Energiebedarf einer vierköpfigen Familie für einen ganzen Tag nur mit der Muskelkraft von 80 Personen auf Standfahrrädern zu decken.

## Gesetzliche Vorgaben für Fahrradergometer und Heimtrainer
Im sprachlichen Gebrauch wird die Bezeichnung „Heimtrainer“ oft als Oberbegriff für „Fahrradergometer“ verwendet. Nach Europäischer Norm sind beide Gerätetypen jedoch klar voneinander zu trennen. Demnach müssen Ergometer und Heimtrainer unterschiedliche Normen erfüllen, die einerseits die Sicherheitsanforderungen festlegen und andererseits die Geräteklassen voneinander trennen.
Die Europäische Norm EN 957-1 klassifiziert Fitnessgeräte unter dem Aspekt der Unfallverhütung und Umweltverträglichkeit. Die Norm wird in sechs Gruppen für die unterschiedlichen Gerätearten unterteilt. Ergometer sind der Gerätegruppe EN 957-1/5, Unterklasse A zugeordnet. Für diese Geräteklasse schreibt die Norm eine Anzeige der erbrachten Leistung in Watt, eine einstellbare Wattleistung von mindestens 250 Watt und einen Freilauf vor. Die tatsächliche Leistung darf von der angezeigten Leistung bis 50 Watt um maximal fünf Prozent, bei einer höheren Wattleistung um maximal zehn Prozent abweichen. Die Leistungsmessung in Watt hat den Vorteil, dass die Trainingsbelastung genau gesteuert und individuelle Belastungsgrenzen präzise eingehalten werden können. Aus diesem Grund finden Ergometer im therapeutischen und medizinischen Bereich sowie im professionellen Sport Einsatz.
Vom Ergometer abzugrenzen sind solche Fahrradtrainer, die über keine Leistungsmessung in Watt verfügen. Diese Heimtrainer werden innerhalb der Gerätegruppe EN 957-1/5 den Unterklassen B (hochwertige Heimtrainer mit Freilauf, verstellbarer Bremskraft und einer Schwungmasse von mind. 5 kg) und C (einfache Heimtrainer) zugeordnet. Heimtrainer sind ausschließlich für die private Nutzung zugelassen.

## Geschichte

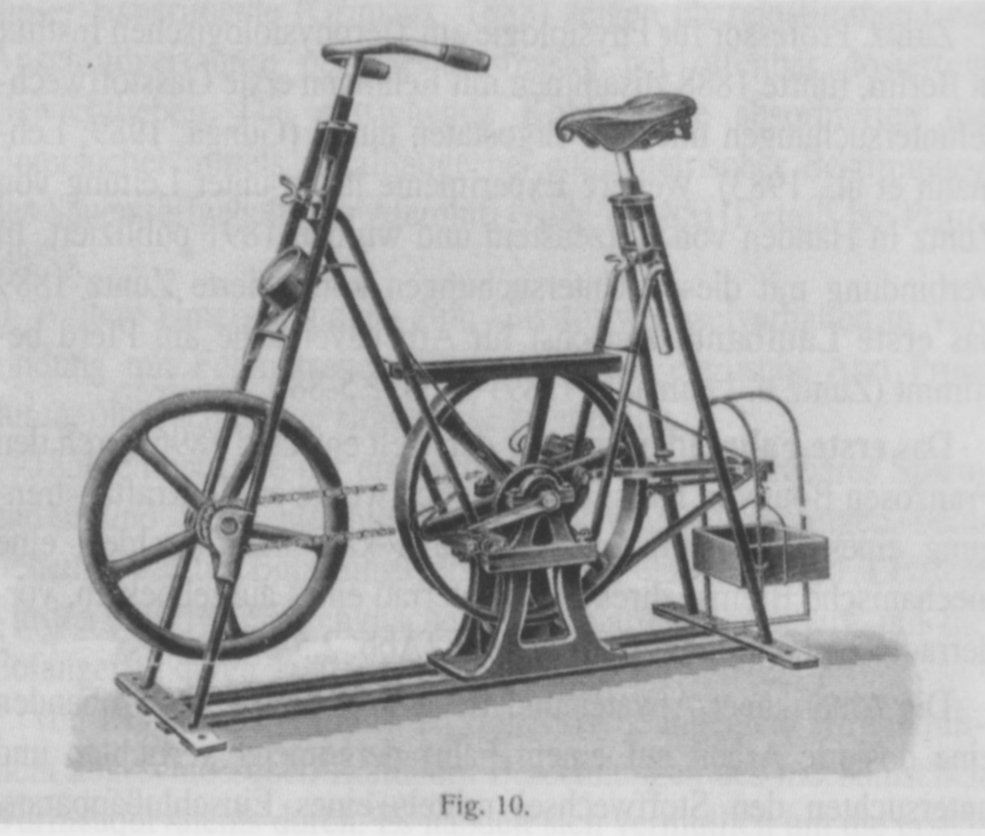
Fahrradergometer, entwickelt um 1900 von Zuntz und Voigt

Die Sportmediziner Zuntz und Voigt entwickelten bereits im Jahr 1900 einen Fahrradergometer.
Um die gesundheitsschädlichen bewegungsarmen Sitzzeiten zu reduzieren, wurden Mitte der 2010er Jahre Fahrradergometer entwickelt, die speziell für den Einsatz im Büro konzipiert wurden.

## Trivia
2020 fand über den virtuellen Dienst Zwift die erste Weltmeisterschaft im sogenannten Ecycling unter Verwendung smarter Fahrradergometer sowie Heimtrainer für die Anbringung an Rennrädern statt. Gold holten bei dieser als Esports World Championships propagierten Veranstaltung des Weltradsportverbandes UCI die Südafrikanerin Ashleigh Moolman-Pasio und der Deutsche Jason Osborne.